# La Soledad (Bogotá)

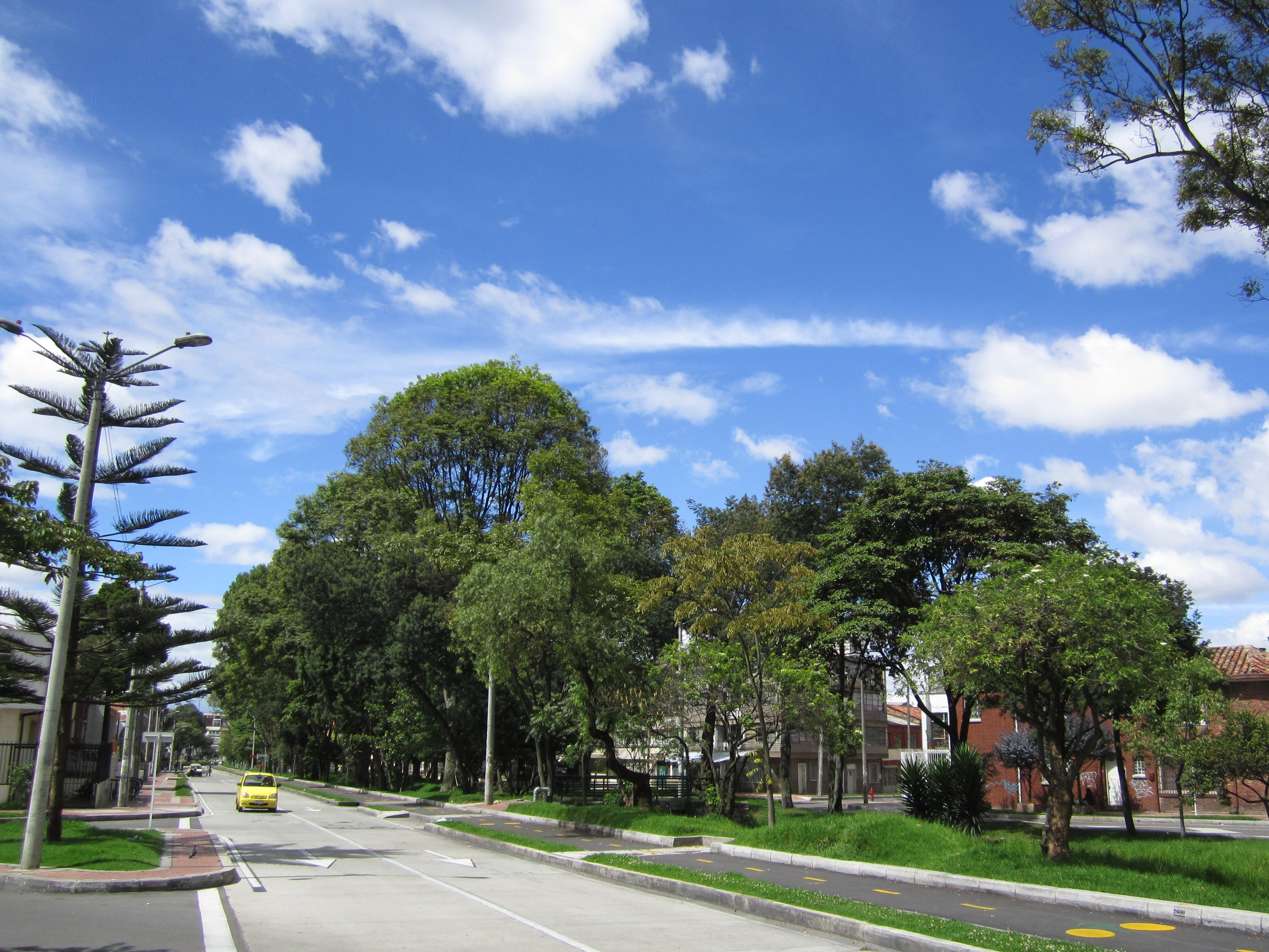
El río Arzobispo marca el límite del barrio hacia el norte.

La Soledad es un tradicional barrio de la localidad de Teusaquillo, en el centro de  Bogotá, Colombia. Sus límites son la calle 34 al sur, la calle 45 o avenida Francisco Miranda al norte, la carrera 19 o Mariscal de Sucre al oriente y la Avenida 30 al Occidente. De sur a norte lo atraviesa la Avenida 24 o del Park Way al occidente.

## Lugares de Interés
- Parroquia San Alfonso María de Ligorio - Señor de los Milagros.
- Concejo de Bogotá.

## Historia
En El siglo XIX las quintas de la Soledad y La Merced eran de propiedad de José María Malo Blanco, y abarcaban desde la calle 26 hasta la calle 47, aproximadamente, y desde las carreras 13 y 19 hasta los límites con la hacienda El Salitre. Malo Blanco fue presidente del Estado Soberano de Cundinamarca desde octubre de 1857 a octubre de 1859, cuando fue asesinado por su hermano. Estuvo casado con Soledad O'Leary, nombre que seguramente inspiró a su esposo para dar nombre a la propiedad.

## Park Way
El Park Way es un parque lineal extendido a lo largo del barrio en medio de las dos calzadas de la Avenida 24. Fue diseñado por el urbanista Karl Brunner. Tiene unos 800 metros de longitud que constituye unas de las zonas de mayor densidad de área verde en el sector.